# Errina boschmai
Errina boschmai är en nässeldjursart som beskrevs av Stephen D. Cairns 1983. Errina boschmai ingår i släktet Errina och familjen Stylasteridae.
Artens utbredningsområde är Södra Ishavet. Inga underarter finns listade i Catalogue of Life.